# Benifaió (kommun)
Benifaió är en kommun i Spanien.   Den ligger i provinsen Província de València och regionen Valencia, i den östra delen av landet, 300 km öster om huvudstaden Madrid. Antalet invånare är 11 965. Arean är 20,1 kvadratkilometer. Benifaió gränsar till Alfarp, Alginet, Almussafes, Sollana och Picassent. 
Terrängen i Benifaió är platt.